# قائمة الطيور في البحرين
هذه هي قائمة بأنواع الطيور المسجلة في البحرين. يتضمن ما مجموعه 333 نوعا منها أربعة أدخلت من قبل البشر وستة وسبعين نادرة أو عرضي. اثنين من الأنواع المذكورة في البحرين منقرض ولم تدرج في عدد الأنواع. ستة أنواع مهددة بالانقراض.
التصنيف لهذه القائمة في (تسمية وتسلسل الرتب والأسر والأنواع) والتسميات (الأسماء الشائعة والعلمية) تتبع اتفاقيات كليمنتس المرجعية لطيور العالم الطبعة الخامسة. حسابات الأسرة في بداية كل عنوان يعكس هذا التصنيف.
وقد تم استخدام العلامات التالية لتسليط الضوء على بعض الفئات ذات الصلة. وتحدث عادة الأم الأنواع لا تندرج في أي من هذه الفئات.
- العرضي: الأنواع التي نادرا ما يحدث أو عن طريق الخطأ في البحرين.
- مستقدم: الأنواع المدخلة إلى البحرين كنتيجة مباشرة أو غير مباشرة من تصرفات الإنسان.
- منقرض: الأنواع التي لم يعد يحدث في البحرين على الرغم من وجود السكان في أماكن أخرى.

## الغطاس
الرتبة: غطاسيات. العائلة: الطيور
الغطاس طير صغير يغوص في المياه العذبة المتوسطة الواسعة. لديهم أصابع مفصصة وهي سباحة وغواصة ممتازة. ومع ذلك فإن أقدامهم توضع بعيدا عن جسمهم مما يجعلهم بشعين جدا على الأرض. هناك عشرون نوع في جميع أنحاء العالم منها ثلاثة أنواع في البحرين.
- زهوت.
- غطاس متوج.
- غطاس أسود الرقبة.

## البجع
الرتبة: بجعيات. العائلة: الطيور
البجع هي طيور مائية كبيرة مع حقيبة مميزة تحت المنقار. لديهم أقدام مكففة مع أربعة أصابع. هناك ثمانية أنواع في جميع أنحاء العالم ونوع واحد في البحرين.
- بجع أبيض.

## الغاق
الرتبة: غاقيات. العائلة: الطيور
الغاق هو طير بحري من متوسط إلى كبير الحجم يتغذى على الأسماك. لون ريش الغاق يختلف ولكن الأغلب ذو ريش باللون الداكن وبعض الأنواع تتكون من اللونين الأسود والأبيض وعدد قليل منها ملونة. هناك 38 نوع في جميع أنحاء العالم ونوعين اثنين في البحرين.
- غراب البحر.
- غراب البحر السوقطري.

## الواق ومالك الحزين والبلشون
الرتبة: لقلقيات. العائلة: بلشونيات
تحتوي أسرة البلشونيات على الواق ومالك الحزين والبلشون. مالك الحزين والبلشون حجمها من المتوسط إلى الكبير تعتبر من الطيور الخواضة مع رقبة وأرجل طويلة. يميل عنق الواق إلى القصر وأكثر حذر. خلافا لغيرها من الطيور طويلة العنق مثل اللقالق وأبو منجل وأبو ملعقة فإن طيور البلشونيات تطير وأعناقهم متراجعة. هناك 61 نوع في جميع أنحاء العالم وعشرة أنواع في البحرين.
- بلشون رمادي.
- بلشون إرجواني.
- البلشون الأبيض الكبير.
- بلشون الصخر.
- بلشون أبيض صغير.
- بلشون البحيرات الذهبي.
- أبو قردان.
- بلشون أخضر الظهر.
- بلشون الليل.
- واق أوراسي.

## اللقالق
الرتبة: لقلقيات. العائلة: طيور مائية
اللقالق كبيرة الحجم وأرجلها طويلة وطويلة العنق وهي من الطيور الخواضة. اللقالق صامتة ولكن الاتصالات تتم في العش. أعشاشها تكون كبيرة ويمكن إعادة استخدامها لسنوات عديدة. العديد من الأنواع مهاجرة. هناك 19 نوع في جميع أنحاء العالم ونوع واحد في البحرين.
- لقلق أبيض.

## أبو منجل وأبو ملعقة
الرتبة: أبو منجليات. العائلة: طيور مائية
أبو منجليات هي طيور برية خواضة كبيرة الحجم تضم أبو منجل وأبو ملعقة. لديهم أجنحة طويلة واسعة مع 11 ريشة أساسية وحوالي 20 ريشة ثانوية. هي من الطيور السريعة وعلى الرغم من حجمها ووزنها فإنها قادرة على الطيران عاليا جدا. هناك 36 نوع في جميع أنحاء العالم و3 أنواع في البحرين.
- أبو منجل المقدس.
- أبو منجل المصقول.
- أبو ملعقة أبيض.

## النحام
الرتبة: نحاميات. العائلة: الطيور
طيور النحام طيور خواضة سربية وعادة يبلغ طولها من 3 إلى 5 أقدام (0.9 متر غلى 1.5 متر) وتوجد في كل من نصفي الكرة الأرضية الغربي والشرقي. طيور النحام تتغذى على القشريات والطحالب. مناقيرها غريبة الشكل وتصلح لفصل الطين والطمي من الطعام التي يتناولونها وتستخدم بشكل فريد رأسا على عقب. هناك ستة أنواع في جميع أنحاء العالم ونوع واحد في البحرين.
- بشروش.

## البط والأوز والبجع
الرتبة: إوزيات. العائلة: بط
يشمل الإوزيات البط ومعظم الطيور المائية مثل الأوز والبجع. هذه الطيور يتم تكييفها في البيئة المائية مع قدمين مكففتين ومنقار مسطح وريش ممتاز في تسليط المياه بسبب الطلاء الزيتي. هناك 131 نوع في جميع أنحاء العالم و20 نوع في البحرين.
- تم صامت.
- إوز غراء كبير.
- إوز أربد.
- إوز مصري.
- بط أبو فروة.
- شهرمان شائع.
- أوز قزم قطني.
- صواي.
- بط سماري.
- الحذف الشتوي.
- بط بري.
- بلبول.
- شرشير صيفي.
- الكيش (أبومجرف).
- شرشير مخطط.
- بط أحمر متوج.
- حمرواي.
- بطة حديدية.
- زرقاي.
- بلقشة حمراء الصدر.

## العقاب
الرتبة: صقريات. العائلة: طيور
تضم عائلة الصقريات على نوع واحد وهو العقاب. العقاب هو طائر جارح حجمه ما بين المتوسط والكبير وهو متخصص في أكل الأسماك في جميع أنحاء العالم.
- عقاب نساري.

## الباز والصقور والنسور
الرتبة: صقريات. العائلة: بازية
الصقور هي عائلة من الطيور الجارحة وتشمل الصقور والنسور والباز والهار ونسور العالم القديم. هذه الطيور لها مناقير معقوفة قوية لتمزيق لحم فرائسها وسيقان قوية ومخالب قوية وبصر شديد. هناك 233 نوع في جميع أنحاء العالم و13 نوع في البحرين.
- حوام النحل الأوربي.
- عقاب مسيرة صغرى.
- عقاب السهوب.
- عقاب سعفاء كبرى.
- صقر جراح.
- حوام السهول.
- باشق أوراسي.
- أبو شودة.
- مرزة باهتة.
- مرزة الدجاج.
- مرزة المستنقعات.
- عقاب صرارة.
- حدأة سوداء.

## الصقور
الرتبة: صقريات. العائلة: صقريات
الصقريات هي عائلة من الطيور الجارحة النهارية. وهي تختلف عن الصقور والنسور والباز ذلك لأنها تقتل بمناقيرها بدلا من مخالبها. هناك 62 نوع في جميع أنحاء العالم و7 أنواع في البحرين.
- عوسق صغير.
- صقر الجراد.
- صقر الغروب.
- يؤيؤ.
- شويهين.
- صقر الغزال.
- شاهين.

## الدراج والحجل
الرتبة: دجاجيات. العائلة: تدرجية
التدرجية هي عائلة من الطيور البرية تتألف من السمان والحجل ودراج وتدرج والطواويس ودجاجة الأدغال. بشكل عام هي طيور منفوخة (على الرغم من أنها تختلف في الحجم) ولها أجنحة واسعة وقصيرة نسبيا. هناك 156 نوع في جميع أنحاء العالم و4 أنواع في البحرين.
- حجل شوكار.
- سمان.
- حجل فيلبي.
- دراج رمادي.

## الكركي
الرتبة: كركيات. العائلة: كركية
طيور الكركي كبيرة وذوات أرجل وعنق طويلة. الكركي تطير مع رقاب ممدودة وليست مسحوبة. معظمها يستعرض بصخب أو رقصات. هناك 15 نوع في جميع أنحاء العالم ونوع واحد في البحرين.
- كركي شائع.

## المرعة والغرة
الرتبة: كركيات. العائلة: طيور
المرعة هي عائلة كبيرة من الطيور الصغيرة والمتوسطة التي تضم المرعة والغرة. عادة ما تعيش في الغطاء النباتي الكثيف في البيئات الرطبة بالقرب من البحيرات والمستنقعات والأنهار. بشكل عام هي طيور خجولة وسرية ويصعب مراقبتها. معظمها لها أرجل قوية وأصابع طويلة وتتكيف بشكل جيد مع الأسطح الناعمة غير المستوية. تميل إلى أن تكون مستديرة ولها أجنحة وضعيفة. هناك 143 نوع في جميع أنحاء العالم و7 أنواع في البحرين.
- غر أوراسي.
- دجاجة الماء.
- مرعة منقطة.
- مرعة بايلون.
- مرعة صغيرة.
- مرعة الغيط.
- مرعة الماء.

## الحبارى
الرتبة: كركيات. العائلة: حباريات
الحبارى طيور برية كبيرة مرتبطة أساسا مع البلاد المفتوحة الجافة والسهوب في العالم القديم. هي طيور نهمة وتعشش على الأرض. يسيرون بثبات على سيقان قوية وأصابع قدم كبيرة على الطعام أينما ذهبوا. لديهم أجنحة واسعة طويلة. الكثير منها يعرض التزاوج بطريقة مثيرة للاهتمام. هناك 26 نوع في جميع أنحاء العالم ونوعين اثنين في البحرين.
- حبارى.
- حبارى مكوين.

## زقزاق السرطان
الرتبة: زقزاقيات. العائلة: حنكور
يعتبر زقزاق السرطان من الطيور الخواضة. يشبه الزقزاق لكن مع ساقين رماديتين طويلتين جدا ومنقار أسود كثيف قوي مشابهة للخرشنة. لديه ريش أسود وأبيض ورقبة طويلة وقدمين مكففتين جزئيا والزقزاق يعشق أكل سرطان البحر.
- حنكور.

## صائد المحار
الرتبة: زقزاقيات. العائلة: صائد المحار
صائد المحار مثل الزقزاق من الطيور الكبيرة والصاخبة مع منقار قوي يستخدم لتحطيم أو يساهم في فتح الرخويات. هناك 11 نوع في جميع أنحاء العالم ونوع واحد في البحرين.
- صائد المحار الأوراسي.

## النكات والطول
الرتبة: زقزاقيات. العائلة: نكاتية
النكاتية هي عائلة كبيرة من الطيور الخواضة التي تضم النكات والطول. النكات لها سيقان طويلة ومناقير طويلة منحنية. الطول لها سيقان طويلة ومنقاير طويلة ومتينة ومستقيمة. هناك 9 أنواع في جميع أنحاء العالم ونوعين اثنين في البحرين.
- أبو المغازل.
- نكات العالم القديم.

## الركبتين السميكتين
الرتبة: زقزاقيات. العائلة: الحجر الكروان
الركبتين السميكتين هي مجموعة من الطيور الاستوائية الخواضة وهي توجد في جميع أنحاء العالم ضمن المنطقة الاستوائية مع تربية بعض الأنواع المعتدلة أيضا في أوروبا وأستراليا. إنها متوسطة إلى كبيرة الحجم ولها مناقير سوداء أو صفراء مع سوداء قوية وعيون صفراء كبيرة وريش خفي. على الرغم من كونها تصنف من الخواضون فإن معظمها تفضل الأراضي القاحلة أو شبه القاحلة. هناك 9 أنواع في جميع أنحاء العالم ونوع واحد في البحرين.
- كروان صحراوي.

## أبو اليسر والجواد
الرتبة: زقزاقيات. العائلة: غلاريوليداي
غلاريوليداي هي عائلة من الطيور الخواضة التي تضم أبو اليسر التي لها أرجل قصيرة وأجنحة وذيول طويلة وذيل متشعب طويل والجواد التي لها سيقان طويلة وأجنحة قصيرة ومناقير طويلة ملونة منحنية إلى الأسفل. هناك 17 نوع في جميع أنحاء العالم و4 أنواع في البحرين.
- أبو اليسر صغير.
- أبو اليسر مطوق.
- كروان عسلي.
- أبو اليسر أسود الجناحين.

## الزقزاق وأبو طيط
الرتبة: زقزاقيات. العائلة: زقزاقية
تشمل عائلة الزقزاقية زقزاقاوات وزقزاق أوراسي وطيطاوات. هي طيور صغيرة إلى متوسطة الحجم مع هيئات مكتنزة ورقاب سميكة قصيرة وأجنحة طويلة. توجد في البلاد المفتوحة في جميع أنحاء العالم ومعظمها في بيئات بالقرب من المياه وإن كانت هناك بعض الاستثناءات. هناك 66 نوع في جميع أنحاء العالم و16 نوع في البحرين.
- زقزاق أوراسي.
- زقزاق قزويني.
- قطقاط الرمل الكبير.
- قطقاط الرمل صغير.
- زقزاق ثلجي.
- زقزاق راعي.
- قطقاط مطوق صغير.
- زقزاق مطوق.
- قطقاط رمادي.
- قطقاط ذهبي أوروبي.
- زقزاق ذهبي باسيفيكي.
- قطقاط أبيض الذيل.
- قطقاط اجتماعي.
- قطقاط أحمر اللغد.
- قطقاط شوكي الجناح.
- أبو طيط ذو العرف.

## الطيطوي
الرتبة: زقزاقيات. العائلة: دجاج الارض
دجاج الأرض هي عائلة كبيرة متنوعة من الطيور الساحلية الصغيرة والمتوسطة الحجم بما في ذلك دجاج الارض وكروان وبقويقة وودكوك والشنقب وفلروب. معظم هذه الأنواع تأكل اللافقاريات الصغيرة التي تلتقطها من الطين أو التربة. الاختلاف في طول الساقين والمناقير يتيح لها أنواع متعددة من الأغذية لا سيما على الساحل من دون منافسة مباشرة على الغذاء. هناك 89 نوع في جميع أنحاء العالم و29 نوع في البحرين.
- فلروب أحمر الرقبة.
- دريجة شرسة.
- دريجة عريضة المنقار.
- دريجة ألبية.
- دريجة كروانية.
- دريجة طويلة الأصابع.
- دريجة تمنكية.
- دريجة صغيرة.
- مدروان.
- دريجة حمراء.
- دريجة مستدقة المنقار.
- قنبرة الماء.
- طيطوي شائع.
- طيطوي نكات.
- طيطوي الغياط.
- طيطوي أخضر.
- طيطوي أخضر الساق.
- طيطوي المستنقع.
- طيطوي أحمر الساق.
- طيطوي أحمر الساق أرقط.
- كروان الماء.
- كروان الماء صغير.
- بقويقة مخطط الذيل.
- بقويقة سوداء الذيل.
- شنقب شائع.
- شنقب كبير.
- شنقب رفيع الذيل.
- شنقب صغير.
- ديك الغاب.

## كركر
الرتبة: زقزاقيات. العائلة: كركر
عائلة الكركر هي بشكل عام طيور متوسطة إلى كبيرة الحجم وعادة مع ريش رمادي أو البني وغالبا مع علامات بيضاء على الأجنحة. أنها تعشش على الأرض في المناطق المعتدلة والقطبية الشمالية وتهاجر لمسافات طويلة. هناك 7 أنواع في جميع أنحاء العالم ونوعين اثنين في البحرين.
- كركر بوماريني.
- كركر قطبي.

## النوارس
الرتبة: زقزاقيات. العائلة: نورسية
النوارس هي طيور بحرية من متوسطة إلى كبيرة الحجم وتضم نورسية ونورس الريسا. هي عادة الرمادية أو بيضاء اللون وغالبا مع علامات سوداء على الرأس أو الأجنحة. لديهم بنية قوي ومناقير طويلة وقدمين مكففتين. هناك 55 نوع في جميع أنحاء العالم و11 نوع في البحرين.
- نورس صغير.
- نورس مستدق المنقار.
- نورس أسود الرأس.
- نورس رمادي الرأس.
- نورس أسود الرأس كبير.
- نورس أرميني.
- نورس قزويني.
- نور هيوغلين.
- نورس أغبس.
- نورس شائع.
- نورس أسخم.

## خطاف البحر
الرتبة: زقزاقيات. العائلة: خرشناوات
خطاف البحر هي مجموعة من الطيور البحرية متوسطة إلى كبيرة الحجم مع ريش رمادي أو أبيض وغالبا مع علامات سوداء على الرأس. معظم خطاف البحر تصطاد السمك عن طريق الغوص وبعض الحشرات بالتقاطها من على سطح المياه العذبة. خطاف البحر عادة ما تعيش فترة طويلة تزيد على 30 عام. هناك 44 نوع في جميع أنحاء العالم و15 نوع في البحرين.
- خطاف أسود.
- خطاف أبيض الجناح.
- خرشنة هجينة.
- خرشنة غبساء.
- خرشنة ملجمة.
- خرشنة بيضاء الخدود.
- خرشنة سوندرزية.
- خرشنة صغيرة.
- خرشنة مألوفة.
- خرشنة وردية.
- خرشنة متوجة كبيرة.
- خرشنة سندويتشية.
- خرشنة بنغالية.
- خرشنة قزوينية.
- خرشنة نيلية.

## قطويات
الرتبة: قطويات. العائلة: قطويات
القطويات صغيرة الحجم ولديها رأس ورقبة مثل الحمامة وجسم مكتنز سمين. أجنحتها طويلة وأحيانا ذيولها طويلة وتستطيع الطيران بسرعة عالية. تطير في أسراب إلى ثقوب السقي عند الفجر والغسق. الريش يغطي أرجلهم حتى الأصابع. هناك 16 نوع في جميع أنحاء العالم ونوعين اثنين في البحرين.
- قطا عراقي.
- قطا أسود البطن.

## الحمام والحمائم
الرتبة: حماميات. العائلة: حماميات
الحماميات طيور بدينة جسديا مع أعناق قصيرة ومناقير نحيلة قصيرة مع قير سمين. هناك 308 نوع في جميع أنحاء العالم و7 أنواع في البحرين.
- حمام جبلي.
- حمام بري.
- قمري.
- القمري.
- حمامة أفريقية ممسوكة.
- فاختة النخيل.
- يمام طويل الذنب البالوم.

## الببغاوات
الرتبة: ببغاء. العائلة: بستاكيداي
الببغاوات طيور صغيرة إلى كبيرة الحجم مع منقار مقوس مميز. الفك العلوي يتحرك منفصلا عن الجمجمة وقامة منتصبة. جميع الببغاوات لديها أربع أصابع في كل قدم اثنين في الأمام واثنين في الخلف. هناك 335 نوع في جميع أنحاء العالم ونوعين اثنين في البحرين.
- ببغاء الكساندرين.
- باراكيت أخضر.

## الوقواق والأنيس
الرتبة: واقواقيات. العائلة: وقواق
تتضمن عائلة واقواق وقواق وجواب وأني. هذه الطيور ذات حجم متغير مع أجساد ضامرة وذيول طويلة وسيقان قوية. على عكس الأنواع الأخرى من الوقواق في العالم القديم فإن وقواق أمريكا الشمالية ليست حاضنة للطفيليات. هناك 138 نوع في جميع أنحاء العالم ونوعين اثنين في البحرين.
- وقواق مرقط كبير.
- وقواق شائع.

## بوم الحظيرة
الرتبة: بوميات. العائلة: بوم حظائر
بومة مصاصة متوسطة إلى كبيرة الحجم مع رأس كبير ووجه على شكل قلب مميز. لديهم سيقان قوية طويلة مع مخالب قوية. هناك 16 نوع في جميع أنحاء العالم ونوع واحد في البحرين.
- بومة مصاصة.

## بوم نموذجي
الرتبة: بوميات. العائلة: بوم حقيقي
البوم الحقيقي هو طير ليلي صغير إلى كبير الحجم منعزل مفترس. لديهم عيون كبيرة مواجهة للأمام وأذنين ومنقار يشبه منقار الصقور ودائرة واضحة من الريش حول كل عين تسمى قرص الوجه. هناك 195 نوع في جميع أنحاء العالم و5 أنواع في البحرين.
- بومة قصيرة الأذن.
- البوم الفرعوني.
- بوم أوراسي.
- ثبج أوروبي.
- بومة الأشجار المخططة.

## سبد
الرتبة: سبديات. العائلة: سبد
السبد طيور متوسطة الحجم ليلية عادة ما تعشش على الأرض. لديهم أجنحة طويلة وسيقان قصير وأذن قصيرة جدا. معظمها لديها أقدام صغيرة وقليلا ما تستخدمها للمشي وأجنحة ومناقير طويلة. الريش ناعم مموه يشبه اللحاء أو الأوراق. هناك 86 نوع في جميع أنحاء العالم ونوعين اثنين في البحرين.
- سبد أوروبي.
- سبد مصري.

## السمامة
الرتبة: سماميات. العائلة: سمامة
السمامة طيور صغيرة الحجم تقضي معظم حياتها في الطيران. هذه الطيور لها أرجل قصيرة جدا ولم تستطيع الاستقرار طوعا على الأرض وبدلا من ذلك تجلس فقط على السطوح العمودية. معظم السماميات لديها أجنحة طويلة تشبه الهلال. هناك 98 نوع في جميع أنحاء العالم و4 أنواع في البحرين.
- سمامة الصرود.
- سمامة شائعة.
- سمامة باهتة.
- سمامة صغيرة.

## الرفراف
الرتبة: شقراقيات. العائلة: رفراف النهر
الرفراف طيور متوسطة الحجم مع رؤوس كبيرة ومناقير طويلة وسيقان قصيرة وذيل قصير. هناك 93 نوع في جميع أنحاء العالم ونوعين اثنين في البحرين.
- صياد السمك الأخضر.
- صياد السمك الأبقع.

## الوروار
الرتبة: شقراقيات. العائلة: وروارية
الوراوار من الطيور الجاثمة. تم العثور على معظم الأنواع في أفريقيا ولكن توجد أنواع أخرى في جنوب أوروبا ومدغشقر وأستراليا وغينيا الجديدة. تتميز بريش ملون غني وهيئات نحيلة وعادة ريش الذيل ممدود متوسط. جميعها ملونة ولها مناقير طويلة منحنية للأسفل وأجنحة مدببة مما يعطيهم مظهرا يشبه السنونو عندما ينظر إليهم من بعيد. هناك 26 نوع في جميع أنحاء العالم و3 أنواع في البحرين.
- وروار شرقي.
- وروار أزرق الخد.
- وروار أوروبي.

## شقراق نموذجي
الرتبة: شقراقيات. العائلة: شقراقية
الشقراق يشبه الغربان في الحجم والبناء ولكن أكثر ارتباطا بالرفراف والوروار. إلا أنهما يشتركان في الأشكال الملونة مع سيطرة اللونين الأزرق والبني. الاصبعان الأماميان متصلان ولكن الخلفان غير متصلان. وهناك 12 نوع في جميع أنحاء العالم ونوعين اثنين في البحرين.
- شقراق أوروبي.
- شقراق هندي.

## الهدهد
الرتبة: شقراقيات. العائلة: هدهد
الهدهد يتميز بريش أسود وأبيض ووردي مع قمة منتصبة كبيرة على الرأس. هناك نوعين اثنين في جميع أنحاء العالم ونوع واحد في البحرين.
- هدهد.

## نقار الخشب
الرتبة: بيسيات. العائلة: نقار الخشب
نقار الخشب طير صغير إلى متوسط الحجم مع منقار يشبه الإزميل وسيقان قصيرة وذيول شديدة وألسنة طويلة تستخدم لالتقاط الحشرات. بعض الأنواع تحتوي على اصبعين أمامين ومثلهما خلفيين بينما باقي الأنواع لها ثلاثة أصابع فقط. العديد من نقار الخشب لديهم عادة التنصت على جذوع الأشجار بمناقيرهم. هناك 218 نوع في جميع أنحاء العالم ونوع واحد في البحرين.
- لواء أوراسي.

## القبرات
الرتبة: عصفوريات. العائلة: قبرة
القبرات طيور برية صغيرة غالبا ما تكون تحلق مغردة وتقوم بعروض جوية. معظم القبرات باهتة إلى حد ما في المظهر. طعامهم الحشرات والبذور. هناك 91 نوع في جميع أنحاء العالم و13 نوع في البحرين.
- قنبرة الغيط الشرقية.
- قنبرة الغيط.
- قنبرة الغياض.
- قبرة متوجة.
- قنبرة قصيرة الأصابع صغيرة.
- قبرة قصيرة الأصابع.
- قنبرة الشرق كبيرة.
- قبرة كلاندرا.
- قنبرة مغربية.
- قبرة هدهدية.
- قبرة صحراوية.
- قنبرة بادية مصرية.
- قنبرة سوداء متوجة.

## السنونو والخطاف
الرتبة: عصفوريات. العائلة: سنونو
السنونو هي مجموعة من العصفوريات تتميز بتكيفها مع التغذية الجوية. تتميز بجسم انسيابي رشيق وأجنحة طويلة ومنقار قصير مع فجوة واسعة. القدمين مصممتين للجلوس بدل المشي والأصابع الأمامية للقدم جزئيا منضمة في القاعدة. هناك 75 نوع في جميع أنحاء العالم و5 أنواع في البحرين.
- سنونو الرمل.
- سنونو شاحب الزور.
- خطاف المخازن.
- عصفور الجنة أحمر العجز.
- سنونو أبيض البطن.

## الذعرات والجشنة
الرتبة: عصفوريات. العائلة: تمرة
التمرة طيور جاثمة صغيرة ذات مدى متوسط وذيول طويلة. تشمل الذعرات والجشنات وطويلة المخالب. تتغذى على الحشرات الأرضية في البلاد المفتوحة. هناك 54 نوع في جميع أنحاء العالم و12 نوع في البحرين.
- جشنة الماء.
- جشنة حمراء الزور.
- جشنة الحقول.
- جشنة زيتونية الظهر.
- جشنة الشجر.
- جشنة بلايث.
- جشنة الصحراء.
- جشنة ريتشارد.
- ذعرة رمادية.
- ذعرة صفراء.
- ذعرة صفراء الرأس.
- ذعرة بيضاء.

## البلابل
الرتبة: عصفوريات. العائلة: بلابل
بلبل طيور مغردة متوسطة الحجم. بعضها ملون بالأصفر والأحمر أو البرتقالي عند العجز أو الخدين أو الحلق ولكن معظمها باهتة مع ريش من البني الزيتوني حتى الأسود. بعض الأنواع لها قمم في الرأس مميزة. هناك 130 نوع في جميع أنحاء العالم و3 أنواع في البحرين.
- بلبل أبيض الأذن.
- بلبل أبيض الخد.
- بلبل أفريقي جنوبي.

## خناق رمادي
الرتبة: عصفوريات. العائلة: خناق رمادي
الخناق الرمادي طائر صغير في الشرق الأوسط. لون الريش رمادي بينما الذكور ذات قناع ثلاثي أسود حول العينين وريش ناعم.
- خناق رمادي.

## الدج
الرتبة: عصفوريات. العائلة: سمنة
الدج طيور جاثمة في العالم القديم. هي منفوخة مع ريش ناعم ومن صغيرة إلى متوسطة الحجم وتتغذى ما على الأرض. العديد منها لها أغاني جذابة. هناك 335 نوع في جميع أنحاء العالم و9 أنواع في البحرين.
- سمنة الصخور.
- سمنة الصخور زرقاء.
- دج مطوق.
- شحرور.
- سمنة حمراء الحنجرة.
- دج الغيط.
- سمنة حمراء الجناح.
- سمنة مطربة.
- سمنة كبيرة.

## الفصية
الرتبة: عصفوريات. العائلة: فصية رشيقة
الفصية طيور مغردة وجدت أساسا في المناطق الجنوبية الأكثر دفئا من العالم القديم. عادة ما تكون طيور صغيرة جدا بمظهر بني أو رمادي ووجدت في البلاد المفتوحة مثل المراعي أو فرك. هناك 111 نوع في جميع أنحاء العالم ونوع واحد في البحرين.
- فصية رشيقة.

## طيور العالم القديم المغردة
الرتبة: عصفوريات. العائلة: هوازج
الهوازج مجموعة من الطيور الصغيرة الجاثمة التي تتغذدى على الحشرات. وجدت في هذه المنطقة بفضل تربيتها كما يوحي الاسم الشائع بأنها تتواجد في أوروبا وآسيا وبدرجة أقل في أفريقيا. معظمها ذات مظهر غير مميز ولكن العديد منها مغردة. هناك 291 نوع في جميع أنحاء العالم و31 نوع في البحرين.
- دخيخلة.
- هازجة أورفيان الشرقي.
- دخلة مخططة.
- هازجة أفريقية صحراوية.
- دخلة الصحراء.
- هيوم أبيض الحنجرة.
- صحراوي أبيض الحنجرة.
- هازجة فيراني.
- دخلة فيراني.
- دخلة البساتين.
- أبو قلنسوة.
- نقشارة مخضرة.
- نقشارة صفراء الحاجب.
- نقشارة الغاب.
- نقشارة الورق.
- سكسكة.
- نقشارة الصفصاف.
- خنشع ليموني.
- خنشع الشجر.
- خنشع الزيتون.
- هازجة الغاب المصرية.
- هازجة الغاب الكبيرة.
- هازجة البطائح.
- هازجة قصب بلايث.
- هازجة الغاب.
- هازجة حقل الأرز.
- هازجة السعد.
- هازجة أم شارب.
- هازجة سافي.
- هازجة النهر.
- هازجة جرادة.

## مصائد الذباب العالم القديم
الرتبة: عصفوريات. العائلة: صائدة الذباب العالم القديم
مصائد الذباب العالم القديم هي مجموعة كبيرة من الطيور الجاثمة الصغيرة الحجم وموطنها العالم القديم. أساسا هي آكلة للحشرات الشجرية الصغيرة. أشكال هذه الطيور متنوعة للغاية ولكن غير مغردة وأصواتها أجشة. هناك 274 نوع في جميع أنحاء العالم و28 نوع في البحرين.
- أبلق أشهب.
- أبلق صحراوي.
- مدقي مراعيد.
- أبلق أسود الأذن.
- أبلق أبقع.
- أبلق عربي.
- أبلق حزين.
- أبلق أوروبي.
- هيوم ساخن.
- أبلق أبو طاقية.
- أبلق أسود أبيض الرأس.
- أبلق حجري أوروبي.
- قليعي أحمر.
- أبلق حجري سيبيري.
- حميراء مشترك.
- حميراء دبساء.
- حميراء إفرسمان.
- فرك أسود روبن.
- دخلة حمراء.
- أبو الحنا أبيض الزور.
- مسهر.
- عندليب.
- هزار.
- أبو الحناء الأوروبي.
- خاطف الذباب أحمر الصدر.
- خاطف الذباب شبه المطوق.
- خاطف الذباب المطوق.
- الذبابي.

## قرقف البندول
الرتبة: عصفوريات. العائلة: رميزية
قرقف البندول طيور جاثمة صغيرة تتميز بثدي بارز. تتغدى على الحشرات. هناك 13 نوع في جميع أنحاء العالم ونوع واحد في البحرين.
- قرقف البندول.

## الأوريولز العالم القديم
الرتبة: عصفوريات. العائلة: الصفارية
الأوريولز العالم القديم طيور جاثمة ملونة. لا علاقة لهم بالأوريولز العالم الجديد. هناك 29 نوع في جميع أنحاء العالم ونوع واحد في البحرين.
- صفير ذهبي.

## الصرد
الرتبة: عصفوريات. العائلة: دقنوش
الصرد طيور جاثمة معروفة عن عادتهم في اصطياد الطيور والحيوانات الأخرى الصغيرة وتخوزق الأجزاء غير المأكولة من أجسادهم على الأشواك. منقار الصرد معقوف مثل الطيور الجارحة. هناك 31 نوع في جميع أنحاء العالم و6 أنواع في البحرين.
- دقناش أكحل.
- صرد محمر الذنب.
- صرد رمادي كبير.
- دقناش صردي.
- صرد مقنع.
- صرد أحمر القنة.

## الغربان والقيق والغداف والعقعق
الرتبة: عصفوريات. العائلة: غرابيات
عائلة الغرابيات تتضمن غراب وغداف وقيق وزمت وعقعق وكسار البندق وقيق أرضي. حجمها أعلى من المتوسط. بعض الأنواع كبيرة الحجم وتظهر مستويات عالية من الذكاء. هناك 120 نوع في جميع أنحاء العالم ونوعين اثنين في البحرين.
- غراب المنزل الهندي.
- غراب البين.

## الزرزور
الرتبة: عصفوريات. العائلة: زرزور
الزرزور طير جاثم صغير إلى متوسط الحجم. يحلق بقوة وسرعة وفي مجموعات. البيئات المفضلة هي البلاد المفتوحة إلى حد ما. تأكل الحشرات والفاكهة. الريش عادة داكن مع لمعان معدني. هناك 125 نوع في جميع أنحاء العالم و3 أنواع في البحرين.
- مينة شائعة.
- زرزور وردي.
- زرزور شائع.

## النساجين
الرتبة: عصفوريات. العائلة: الحباك
النساجون طيور جاثمة صغيرة الحجم ومتعلقة بالعصافير. تأكل البذور بمناقيرها المخروطية المدورة. الذكور ملونة بألوان زاهية عادة باللون الأحمر أو الأصفر والأسود وتظهر بعض الأنواع اختلاف في اللون فقط في موسم التكاثر. هناك 116 نوع في جميع أنحاء العالم ونوع واحد في البحرين.
- فودي أحمر.

## العصافير
الرتبة: عصفوريات. العائلة: شمعية المنقار
شمعية المنقار طيور جاثمة صغيرة الحجم في المناطق المدارية في العالم القديم وأستراليا. جميلة الشكل وتأكل البذور بمنقارها السميك القصير. بنيتهم وعاداتهم مماثلة ولكن لديهم تباين واسع في ألوان وأنماط الريش. هناك 141 نوع في جميع أنحاء العالم و3 أنواع في البحرين.
- عصفور هندي أحمر.
- عصفور فضي المنقار.
- عصفور هندي منقار فضي.

## الدرسة والعصافير وآكلو البذور
الرتبة: عصفوريات. العائلة: عنبريات
العنبريات طيور جاثمة. وهي آكلة بذور بمناقيرها المميزة الشكل. في أوروبا يطلق عليها العنبريات. في أمريكا الشمالية فإن معظم الأنواع في هذه العائلة تعرف باسم العصافير ولكن لا ترتبط هذه الطيور عن كثب إلى عصافير العالم القديم. العديد من أنواع العنبريات لها أشكال رؤوس مميزة. هناك 275 نوع في جميع أنحاء العالم و7 أنواع في البحرين.
- درسة صفراء.
- درسة شامية.
- درسة الشعير.
- درسة صفراء الصدر.
- درسة سوداء الراس.
- درسة الغاب.
- درسة القمح.

## الحسون
الرتبة: عصفوريات. العائلة: شرشوريات
الشرشوريات طيور جاثمة آكلة بذور صغيرة إلى كبيرة الحجم ومنقار متوسط قوي مخروطي الشكل وعادة في بعض الأنواع كبيرة جدا. جميع الشرشوريات لديها 12 ريشة في الذيل و9 أساسيين. هذه الطيور تحلق بأجنحة مغلقة ومعظمها تغني بشكل جيد. هناك 137 نوع في جميع أنحاء العالم و8 أنواع في البحرين.
- حسون الظالم.
- شرشور.
- عصفور وردي.
- حسون الشوك.
- حسون.
- عصفور تفاحي.
- زمير وردي منغولي.
- زمير وردي.

## الدوري
الرتبة: عصفوريات. العائلة: دوري
الدوري طيور جاثمة صغيرة الحجم. بشكل عام فإن الدوري تميل إلى أن تكون طيور صغيرة وسمينة بنية أو رمادية اللون مع ذيول قصيرة ومناقير قوية قصيرة. الدوري آأكلة بذور ولكن أيضا أنها تأكل الحشرات الصغيرة. هناك 35 نوع في جميع أنحاء العالم و5 أنواع في البحرين.
- دوري شائع.
- دوري لاتيني.
- دوري البحر الميت.
- دوري أصفر الحنجرة.
- عصفور الصخر الباهت.